# Wahlkreis Zwickau 3
Der Wahlkreis Zwickau 3 (Wahlkreis 6) ist ein Landtagswahlkreis in Sachsen. Er umfasst die Stadt Zwickau mit Ausnahme des Stadtbezirks West, der zum Wahlkreis Zwickauer Land 2 gehört. Wahlberechtigt waren bei der letzten Landtagswahl 54.753 Einwohner.

## Wahl 2024
Zur Landtagswahl 2024 treten folgende Direktkandidaten und Parteien an:
| Direktkandidat      | Partei              | Erststimmen in % | Zweitstimmen in % |
| ------------------- | ------------------- | ---------------- | ----------------- |
| Gerald Otto         | CDU                 | 34,3             | 32,5              |
| Jonas Dünzel        | AfD                 | 36,7             | 32,6              |
| René Hahn           | Die Linke           | 4,1              | 2,8               |
| Manuel Schramm      | GRÜNE               | 1,8              | 2,5               |
| Kay Leonhardt       | SPD                 | 4,8              | 6,2               |
| Stefan Voigt        | FDP                 | 1,6              | 0,7               |
| Christiane Drechsel | Freie Wähler        | 3,9              | 1,7               |
| –                   | Die Partei          | –                | 0,7               |
| –                   | Piraten             | –                | 0,2               |
| –                   | ÖDP                 | –                | 0,1               |
| –                   | BüSo                | –                | 0,1               |
| –                   | Tierschutz hier!    | –                | 1,2               |
| –                   | dieBasis            | –                | 0,2               |
| –                   | Bündnis C           | –                | 0,3               |
| –                   | Bündnis Deutschland | –                | 0,2               |
| Sven Quilitzsch     | BSW                 | 12,7             | 15,4              |
| –                   | Freie Sachsen       | –                | 2,1               |
| –                   | V-Partei3           | –                | 0,1               |
| –                   | WU                  | –                | 0,3               |

## Wahl 2019
Vorläufiges Ergebnis der Landtagswahl am 1. September 2019 im Wahlkreis 07 – Zwickau 3:
(Ergebnisse in Prozent)
| Direktkandidat      | Partei               | Direktstimmen | Listenstimmen |
| ------------------- | -------------------- | ------------- | ------------- |
| Gerald Otto         | CDU                  | 32,1          | 33,5          |
| René Hahn           | Die Linke            | 14,2          | 11,5          |
| Mario Pecher        | SPD                  | 5,5           | 7,6           |
| Wolfram Keil        | AfD                  | 30,0          | 28,7          |
| Franziska Laube     | GRÜNE                | 7,3           | 6,2           |
| –                   | NPD                  | –             | 0,3           |
| Stefan Kolev        | FDP                  | 6,2           | 4,3           |
| Christiane Drechsel | Freie Wähler         | 4,7           | 2,0           |
| –                   | Tierschutz           | –             | 2,3           |
| –                   | Piraten              | –             | 0,2           |
| –                   | Die PARTEI           | –             | 1,4           |
| –                   | BüSo                 | –             | 0,1           |
| –                   | ADPM                 | –             | 0,4           |
| –                   | Blaue Partei         | –             | 0,4           |
| –                   | KPD                  | –             | 0,1           |
| –                   | ÖDP                  | –             | 0,2           |
| –                   | Die Humanisten       | –             | 0,1           |
| –                   | PDV                  | –             | 0,1           |
| –                   | Gesundheitsforschung | –             | 0,5           |

| Wahlberechtigte | 59.199 |
| Wahlbeteiligung | 58,8 % |

## Wahl 2014
Amtliches Endergebnis der Landtagswahl am 31. August 2014 im Wahlkreis 7 – Zwickau 3:
(Ergebnisse in Prozent)
| Direktkandidat        | Partei          | Direktstimmen | Listenstimmen |
| --------------------- | --------------- | ------------- | ------------- |
| Gerald Otto           | CDU             | 38,0          | 40,0          |
| Sandro Tröger         | Die Linke       | 23,3          | 21,9          |
| Mario Pecher          | SPD             | 13,3          | 13,1          |
| Christian Klostermann | FDP             | 3,2           | 3,2           |
| Lars Dörner           | GRÜNE           | 5,4           | 4,2           |
| Patrick Gentsch       | NPD             | 3,8           | 4,3           |
| –                     | Tierschutz      | –             | 1,1           |
| Steffen Mühsinger     | Piraten         | 1,1           | 0,8           |
| Gernold Schubert      | BüSo            | 0,6           | 0,3           |
| –                     | DSU             | –             | 0,1           |
| Martin Schöpf         | AfD             | 9,5           | 9,3           |
| –                     | pro Deutschland | –             | 0,1           |
| Sebastian Franck      | Freie Wähler    | 1,9           | 1,1           |
| –                     | Die PARTEI      | –             | 0,6           |

| Wahlberechtigte | 63.006 |
| Wahlbeteiligung | 39,1 % |

## Wahl 2009
| Amtliches Endergebnis der Landtagswahl am 30. August 2009 in Sachsen im Wahlkreis 009 Zwickau (Ergebnisse in Prozent) |

| Direktkandidat   | Partei          | Erststimmen in % | Zweitstimmen in % |
| ---------------- | --------------- | ---------------- | ----------------- |
| Gerald Otto      | CDU             | 34,1             | 37,2              |
| Sebastian Scheel | Die Linke       | 25,9             | 25,1              |
| Mario Pecher     | SPD             | 14,2             | 11,5              |
| Patrick Gentsch  | NPD             | 4,6              | 4,6               |
| Christian Pätz   | FDP             | 10,9             | 9,3               |
| Lars Dörner      | GRÜNE           | 5,6              | 5,0               |
| -                | Tierschutz      | -                | 2,0               |
| -                | PBC             | -                | 0,4               |
| -                | BüSo            | -                | 0,1               |
| -                | DSU             | -                | 0,1               |
| -                | REP             | -                | 0,1               |
| Thomas Gerisch   | Freie Sachsen   | 3,9              | 2,3               |
| -                | FP Deutschlands | -                | 0,1               |
| -                | Humanwirtschaft | -                | 0,1               |
| -                | Piraten         | -                | 1,8               |
| -                | SVP             | -                | 0,2               |
| Maik Tautenhahn  | Einzelbewerber  | 0,9              | -                 |

## Wahl 2004
Die Landtagswahl 2004 hatte folgendes Ergebnis:
| Direktkandidat  | Partei      | Erststimmen in % | Zweitstimmen in % |
| --------------- | ----------- | ---------------- | ----------------- |
| Thomas Pietzsch | CDU         | 37,0             | 37,5              |
| Uwe Schuch      | PDS         | 29,3             | 28,4              |
| Mario Pecher    | SPD         | 11,7             | 10,6              |
| Anna Högner     | GRÜNE       | 3,9              | 3,8               |
| Peter Klose     | NPD         | 8,0              | 8,4               |
| Dirk Noack      | FDP         | 5,5              | 5,0               |
| -               | DSU         | -                | 0,7               |
| Uwe Stein       | PBC         | 1,5              | 1,1               |
| -               | GRAUE       | -                | 0,8               |
| Bernd Kozok     | BüSo        | 2,5              | 1,2               |
| -               | AUFBRUCH    | -                | 0,4               |
| -               | DGG         | -                | 0,4               |
| -               | Tierschutz  | -                | 1,7               |
| Jens Mehlhorn   | Offensive D | 0,6              | -                 |

## Wahl 1999
Die Landtagswahl 1999 hatte folgendes Ergebnis:
| Direktkandidat     | Partei          | Erststimmen in % | Zweitstimmen in % |
| ------------------ | --------------- | ---------------- | ----------------- |
| Thomas Pietzsch    | CDU             | 49,3             | 52,7              |
| Ulrich Markert     | SPD             | 14,9             | 12,0              |
| Jürgen Dürrschmidt | PDS             | 27,5             | 26,1              |
| Wolfgang Rau       | GRÜNE           | 2,5              | 2,0               |
| Lothar Reißmann    | FDP             | 1,8              | 0,9               |
| -                  | BüSo            | -                | 0,1               |
| Heinz Gerisch      | DSU             | 1,0              | 0,4               |
| -                  | GRAUE           | -                | 0,2               |
| Bernd Zeise        | REP             | 2,1              | 1,8               |
| -                  | FP Deutschlands | -                | 0,0               |
| -                  | Pro DM          | -                | 2,1               |
| -                  | KPD             | -                | 0,1               |
| Peter Klose        | NPD             | 0,9              | 0,8               |
| -                  | FORUM           | -                | 0,1               |
| -                  | PBC             | -                | 0,6               |

## Wahl 1994
Die Landtagswahl 1994 hatte folgendes Ergebnis:
| Direktkandidat  | Partei | Erststimmen in % | Zweitstimmen in % |
| --------------- | ------ | ---------------- | ----------------- |
| Thomas Pietzsch | CDU    | 48,6             | 56,2              |
| Joachim Richter | SPD    | 20,2             | 16,5              |
| Elke Mehnert    | FDP    | 4,0              | 1,5               |
| Gunter Windisch | GRÜNE  | 8,0              | 4,4               |
| -               | DSU    | -                | 0,5               |
| -               | REP    | -                | 1,6               |
| -               | FORUM  | -                | 0,5               |
| Klaus Keßler    | PDS    | 19,1             | 18,5              |
| -               | SP     | -                | 0,3               |

## Bisherige Abgeordnete
Direkt gewählte Abgeordnete des Wahlkreises Zwickau waren:
| Jahr | Name            | Partei | Anteil der Erststimmen |
| ---- | --------------- | ------ | ---------------------- |
| 2009 | Gerald Otto     | CDU    | 34,1 %                 |
| 2004 | Thomas Pietzsch | CDU    | 37,0 %                 |
| 1999 | Thomas Pietzsch | CDU    | 49,3 %                 |
| 1994 | Thomas Pietzsch | CDU    | 48,6 %                 |

## Landtagswahlen 1990–2004
Die Ergebnisse der Landtagswahlen seit 1990 im Gebiet der heutigen Wahlkreise Zwickauer Land 2 und Zwickau waren (Zweit- bzw. Listenstimmen):
| Partei        | 1990 | 1994 | 1999 | 2004 | 2009 |
| ------------- | ---- | ---- | ---- | ---- | ---- |
| CDU           | 57,1 | 59,3 | 55,4 | 39,3 | 37,2 |
| PDS/Die Linke | 8,9  | 16,0 | 23,9 | 27,0 | 25,1 |
| SPD           | 20,0 | 16,6 | 11,9 | 10,6 | 11,5 |
| NPD           | 0,6  | -    | 0,8  | 8,8  | 4,6  |
| FDP           | 5,6  | 1,5  | 1,0  | 5,2  | 9,3  |
| GRÜNE         | 4,6  | 3,9  | 1,9  | 3,3  | 5,0  |
| Sonstige      | 3,2  | 2,7  | 5,2  | 5,9  | 7,3  |